# Вулиця Очаківська (Львів)
Вулиця Очаківська — вулиця у Шевченківському районі міста Львів, місцевість Збоїща. Пролягає на захід від вулиці Ламаної, проте на самому початку траса вулиці переривається житловою багатоповерхівкою, завершується вулицею Івана Миколайчука. Прилучається вулиця Збоїща.

## Історія та забудова
Вулиця виникла у складі селища Збоїща, не пізніше 1952 року отримала назву вулиця Міцкевича, на честь польського поета Адама Міцкевича. У 1958 році, після приєднання Збоїщ до Львова, отримала сучасну назву вулиця Очаківська, на згадку про місто Очаків, що у Миколаївській області.
Забудована переважно одно- та двоповерховими садибами різних часів. Під № 5, 7 — десятиповерхові житлові будинки, збудовані у 1990-х роках.